# Nomada ferruginata
Nomada ferruginata ist eine Biene aus der Familie der Apidae. 

## Merkmale
Die Bienen haben eine Körperlänge von 8 bis 10 Millimetern. Der Kopf und Thorax ist bei den Weibchen schwarz und ist rot gezeichnet. Die Callis sind gelb, die Tergite sind rot und bei manchen Individuen teilweise gelb gefleckt. Das Labrum ist rot und hat kleine Zähnchen. Das dritte Fühlerglied ist kürzer als das vierte. Das rot gefleckte Schildchen (Scutellum) trägt schwach ausgebildete Höcker. Die Schienen (Tibien) der Hinterbeine haben am Ende mehrere spitze, rote, kleine Dornen. Bei den Männchen sind der Thorax und das erste Tergit basal schwarz. Der Kopf und die Calli sind gelb gezeichnet. Die Tergite sind ansonsten rot mit gelben Flecken, das Labrum ist gelb. Das dritte Fühlerglied ist kürzer als das vierte. Das schwach gehöckerte Schildchen ist schwarz. Die Schenkel (Femora) der Hinterbeine sind lang und locker behaart. Auf den Hinterschienen befinden sich am Ende blasse, spitze, kleine Dornen.

## Vorkommen und Lebensweise
Die Art ist in Süd-, Mittel- und Nordeuropa verbreitet. Die Tiere fliegen von Anfang März bis Mitte Mai. Die Art parasitiert Andrena praecox.

## Belege
Felix Amiet, M. Herrmann, A. Müller, R. Neumeyer: Fauna Helvetica 20: Apidae 5. Centre Suisse de Cartographie de la Faune, 2007, ISBN 978-2-88414-032-4.